# Scala visuo-analogica del dolore
La scala visuo-analogica (o analogico visiva) del dolore (acronimo: VAS) è uno strumento di misurazione delle caratteristiche soggettive del dolore provato dal paziente. Le linee guida sul trattamento del dolore nei traumatizzati sottolineano come questo sintomo sia relegato al rango di un sintomo minore e confermano l'opportunità della adozione di scale e strumenti di misura soggettiva del dolore percepito dal paziente, al fine di trattarlo in modo più adeguato.

## Caratteristiche
La scala consiste semplicemente in una striscia di carta di 10 cm che alle estremità presenta due "end points" che vengono definiti con "nessun dolore" ed il "peggior dolore che io possa immaginare".
Il sanitario chiede al paziente di segnare in un punto della scala il dolore così come viene percepito in quel momento.
L'intervallo tra i due estremi (end points) è segnato ogni centimetro e permette di attribuire un valore al disturbo soggettivo, il dolore, percepito dal paziente.

## Interpretazione
Il punteggio iniziale (al tempo zero) può essere utilizzato come una valutazione soggettiva di base del dolore provato dal paziente. Le successive misurazioni richieste (che possono essere arbitrariamente effettuate a distanza di minuti, ore o giorni, a seconda che si stia trattando un dolore acuto o cronico) permettono ai sanitari di comprendere se il dolore si sta effettivamente riducendo ed in che misura.
I punteggi possono anche essere utilizzati per valutare l'efficacia di un eventuale trattamento messo in atto.

## Utilizzi
La scala visuoanalogica del dolore trova applicazione in particolare nei pazienti in trattamento per dolore presso i Pronto Soccorso (PS).
Il dolore acuto è infatti un sintomo molto frequente riscontrabile in una percentuale molto elevata di pazienti.

In alcuni studi effettuati in Francia il dolore acuto è stato riscontrato nel 60% - 86% dei soggetti che afferivano ad un Pronto Soccorso.

Alla fine degli anni '80 fu coniato il termine "oligoanalgesia" ad indicare e descrivere il deprecabile fenomeno dell'insufficiente trattamento del dolore da parte dei medici.
L'insufficiente trattamento del dolore riflette una ampia variabilità di situazioni e fattori, molti dei quali di tipo culturale.
La scala visuanalogica del dolore fornisce, in parte, una risposta alla quantificazione del dolore provato dal paziente, permettendo perciò ai sanitari un trattamento più adeguato e calibrato sulla soggettività del paziente. Alcuni studi hanno dimostrato che l'introduzione di scale del dolore nei Pronto Soccorso aumenta la facilità con cui i pazienti possono accedere, se graditi, a trattamenti di tipo analgesico.